# Kitsch
Kitsch er en stil bestående af masseproduceret kunst eller design med brug af kulturelle symboler. Udtrykket er også brugt nedsættende til at vurdere et kunstnerisk udtryk til lav æstetisk kvalitet.
Ordet er et låneord fra tysk eller jiddisch, kitschen, som betyder at skrabe (affald) sammen.
Kitsch, som kunstnerisk udtryk, kan være en bevidst og ironisk anvendelse af et overdådigt formsprog. Kitsch er kendt som en stil indenfor boligindretning, hvor bohavet og andre genstande i boligen ikke nødvendigvis harmonerer med hinanden eller de øvrige omgivelser. Frem for at sætte fokus på integriteten af hjemmet (at det fremstår som en æstetisk helhed), sættes fokus på værdien af den enkelte genstands individuelle værdi eller egenskaber. Kitsch og lavkultur har især fået kritik fra Frankfurterskolens inderkreds, navnlig Theodor W. Adorno, som betragtede massekultur som decideret farlig og fordummende.
Den danske kulturjournalist Asger Liebst skelner mellem kitsch og neo-kitsch. Kitsch er "klassisk dårlig smag", dvs. havenisser eller illustrationer på pizzabakker. Neo-kitsch er et lidt mere kompliceret begreb, der dækker over kultur, der engang var nyskabende og radikalt, men i dag er gået voldsomt af mode. Et eksempel kan være funktionalistisk arkitektur, f.eks. boligblokke som Høje Gladsaxe.